# Liste der Orte mit Namenszusatz „Bad“
Diese Liste enthält die Orte mit dem Namenszusatz „Bad“ mit der Angabe des Jahres der Verleihung. Die Einwohnerzahlen der Orte in Österreich und Rheinland-Pfalz sind mit Datenbanken verknüpft; die anderen Einwohnerzahlen erheben keinen Anspruch auf Aktualität.

## Deutschland

### Baden-Württemberg
| Ort                          | Kreis                    | Regierungsbezirk | Bad seit | Einwohner | Info |
| ---------------------------- | ------------------------ | ---------------- | -------- | --------- | --- |
| Bad Antogast                 | Ortenaukreis             | Freiburg         |          |           | Ortsteil von Maisach in der Stadt Oppenau |
| Bad Bellingen                | Lörrach                  | Freiburg         | 1969     | 3.844     | |
| Bad Boll                     | Göppingen                | Stuttgart        | 2007     | 5.178     | |
| Bad Buchau                   | Biberach                 | Tübingen         | 1963     | 4.056     | |
| Bad Cannstatt                | kreisfrei                | Stuttgart        | 1933     | 67.005    | seit 1905 Stadtteil von Stuttgart |
| Bad Ditzenbach               | Göppingen                | Stuttgart        | 1929     | 3.730     | |
| Bad Dürrheim                 | Schwarzwald-Baar-Kreis   | Freiburg         | 1921     | 12.932    | |
| Bad Friedrichshall           | Heilbronn                | Stuttgart        | 1933     | 18.802    | |
| Bad Griesbach im Schwarzwald | Ortenaukreis             | Freiburg         | 1932     | 1.100     | aufgegangen in der Gemeinde Bad Peterstal-Griesbach |
| Bad Herrenalb                | Calw                     | Karlsruhe        | 1971     | 7.423     | |
| Bad Imnau                    | Zollernalbkreis          | Tübingen         |          | 600       | Stadtteil von Haigerloch |
| Bad Krozingen                | Breisgau-Hochschwarzwald | Freiburg         | 1933     | 16.318    | |
| Bad Langenbrücken            | Karlsruhe                | Karlsruhe        | 1965     |           | aufgegangen in der Gemeinde Bad Schönborn |
| Bad Liebenzell               | Calw                     | Karlsruhe        | 1926     | 9.467     | |
| Bad Mergentheim              | Main-Tauber-Kreis        | Stuttgart        | 1926     | 22.455    | |
| Bad Mingolsheim              | Karlsruhe                | Karlsruhe        | 1964     |           | aufgegangen in der Gemeinde Bad Schönborn |
| Bad Niedernau                | Tübingen                 | Tübingen         | 1936     | 569       | Stadtteil von Rottenburg am Neckar |
| Bad Peterstal                | Ortenaukreis             | Freiburg         |          |           | aufgegangen in der Gemeinde Bad Peterstal-Griesbach |
| Bad Peterstal-Griesbach      | Ortenaukreis             | Freiburg         |          | 2.783     | |
| Bad Rappenau                 | Heilbronn                | Stuttgart        | 1930     | 20.782    | |
| Bad Rippoldsau-Schapbach     | Freudenstadt             | Karlsruhe        |          | 2.286     | Zusammenschluss mit Schapbach 1974 |
| Bad Rotenfels                | Rastatt                  | Karlsruhe        |          | 4.864     | Stadtteil von Gaggenau |
| Bad Säckingen                | Waldshut                 | Freiburg         | 1978     | 16.815    | |
| Bad Saulgau                  | Sigmaringen              | Tübingen         | 2000     | 17.604    | |
| Bad Schönborn                | Karlsruhe                | Karlsruhe        | 1972     | 12.358    | entstand am 1. Januar 1971 durch die Vereinigung von Bad Mingolsheim und Bad Langenbrücken zur neuen Gemeinde Bad Mingolsheim-Langenbrücken, die mit Zustimmung der Landesregierung vom 7. August 1972 ihren heutigen Namen erhielt |
| Bad Schussenried             | Biberach                 | Tübingen         | 1966     | 8.449     | keine Kurbetriebe mehr |
| Bad Sebastiansweiler         | Tübingen                 | Tübingen         | 1933     | 127       | Stadtteil von Mössingen |
| Bad Teinach-Zavelstein       | Calw                     | Karlsruhe        |          | 3.031     | entstand am 1. Januar 1975 durch die Vereinigung Bad Teinach mit Zavelstein und vier anderen Gemeinden |
| Bad Überkingen               | Göppingen                | Stuttgart        | 1927     | 3.909     | |
| Bad Urach                    | Reutlingen               | Tübingen         | 1983     | 12.496    | |
| Bad Waldsee                  | Ravensburg               | Tübingen         | 1956     | 19.823    | |
| Bad Wildbad                  | Calw                     | Karlsruhe        | 1992     | 10.827    | |
| Bad Wimpfen                  | Heilbronn                | Stuttgart        | 1930     | 6.900     | |
| Bad Wurzach                  | Ravensburg               | Tübingen         | 1950     | 14.420    | |

### Bayern
| Ort                           | Kreis                               | Regierungsbezirk | Bad seit  | Einwohner | Info                                         |
| ----------------------------- | ----------------------------------- | ---------------- | --------- | --------- | -------------------------------------------- |
| Bad Abbach                    | Kelheim                             | Niederbayern     | 1934      | 11.065    |                                              |
| Bad Adelholzen                | Traunstein                          | Oberbayern       | 1946      |           | Ortsteil der Gemeinde Siegsdorf              |
| Bad Aibling                   | Rosenheim                           | Oberbayern       | 1895      | 18.007    |                                              |
| Bad Alexandersbad             | Wunsiedel im Fichtelgebirge         | Oberfranken      | 1979      | 1.042     | Name seit 1783 „Alexandersbad“               |
| Bad Bayersoien                | Garmisch-Partenkirchen              | Oberbayern       | 1996      | 1.174     |                                              |
| Bad Berneck im Fichtelgebirge | Bayreuth                            | Oberfranken      | 1950      | 4.620     |                                              |
| Bad Birnbach                  | Rottal-Inn                          | Niederbayern     | 1987      | 5.536     |                                              |
| Bad Bocklet                   | Bad Kissingen                       | Unterfranken     | 1937      | 4.574     |                                              |
| Bad Brückenau                 | Bad Kissingen                       | Unterfranken     | 1970      | 7.116     |                                              |
| Bad Endorf                    | Rosenheim                           | Oberbayern       | 1988      | 7.744     |                                              |
| Bad Faulenbach                | Ostallgäu                           | Schwaben         | 1968      |           | Stadtteil von Füssen                         |
| Bad Feilnbach                 | Rosenheim                           | Oberbayern       | 1973      | 7.359     |                                              |
| Bad Füssing                   | Passau                              | Niederbayern     | 1969      | 6.729     |                                              |
| Bad Gögging                   | Kelheim                             | Niederbayern     | 1919      |           | Stadtteil von Neustadt an der Donau          |
| Bad Griesbach im Rottal       | Passau                              | Niederbayern     | 2000      | 8.478     |                                              |
| Bad Grönenbach                | Unterallgäu                         | Schwaben         | 1996      | 5.191     |                                              |
| Bad Heilbrunn                 | Bad Tölz-Wolfratshausen             | Oberbayern       | 1934      | 3.782     |                                              |
| Bad Hindelang                 | Oberallgäu                          | Schwaben         | 2002      | 4.866     |                                              |
| Bad Höhenstadt                | Passau                              | Niederbayern     | 1925      |           | Ortsteil von Fürstenzell                     |
| Bad Kissingen                 | Bad Kissingen                       | Unterfranken     | 1883      | 21.650    |                                              |
| Bad Königshofen im Grabfeld   | Rhön-Grabfeld                       | Unterfranken     | 1974      | 7.041     |                                              |
| Bad Kötzting                  | Cham                                | Oberpfalz        | 2005      | 7.322     |                                              |
| Bad Kohlgrub                  | Garmisch-Partenkirchen              | Oberbayern       | 1948      | 2.427     |                                              |
| Bad Neualbenreuth             | Tirschenreuth                       | Oberpfalz        | 2019      | 1.343     |                                              |
| Bad Neuhaus                   | Rhön-Grabfeld                       | Unterfranken     | 1907      | 917       | Ortsteil der Stadt Bad Neustadt an der Saale |
| Bad Neustadt an der Saale     | Rhön-Grabfeld                       | Unterfranken     | 1934      | 15.826    |                                              |
| Bad Oberdorf                  | Oberallgäu                          | Schwaben         | 1900      |           | Ortsteil von Bad Hindelang                   |
| Bad Reichenhall               | Berchtesgadener Land                | Oberbayern       | 1890      | 17.282    |                                              |
| Bad Rodach                    | Coburg                              | Oberfranken      | 1999      | 6.441     |                                              |
| Bad Staffelstein              | Lichtenfels                         | Oberfranken      | 2001      | 10.613    |                                              |
| Bad Steben                    | Hof                                 | Oberfranken      | 1832/1925 | 3.546     |                                              |
| Bad Tölz                      | Bad Tölz-Wolfratshausen             | Oberbayern       | 1899      | 17.777    |                                              |
| Bad Weißenstadt               | Wunsiedel i. Fichtelgebirge         | Oberfranken      | 2025      | 2.880     |                                              |
| Bad Wiessee                   | Miesbach                            | Oberbayern       | 1922      | 4.635     |                                              |
| Bad Windsheim                 | Neustadt an der Aisch-Bad Windsheim | Mittelfranken    | 1961      | 12.038    |                                              |
| Bad Wörishofen                | Unterallgäu                         | Schwaben         | 1920      | 14.034    |                                              |

### Brandenburg
| Ort                    | Kreis              | Bad seit | Einwohner | Info |
| ---------------------- | ------------------ | -------- | --------- | ---- |
| Bad Belzig             | Potsdam-Mittelmark | 2010     | 11.803    |      |
| Bad Freienwalde (Oder) | Märkisch-Oderland  | 1925     | 12.547    |      |
| Bad Liebenwerda        | Elbe-Elster        | 1925     | 10.391    |      |
| Bad Saarow             | Oder-Spree         | 1923     | 4.758     |      |
| Bad Wilsnack           | Prignitz           | 1929     | 2.740     |      |

### Hessen
| Ort                      | Kreis                 | Regierungsbezirk | Bad seit | Einwohner | Info                           |
| ------------------------ | --------------------- | ---------------- | -------- | --------- | ------------------------------ |
| Bad Arolsen              | Waldeck-Frankenberg   | Kassel           | 1997     | 16.606    |                                |
| Bad Camberg              | Limburg-Weilburg      | Gießen           | 1981     | 14.281    |                                |
| Bad Emstal               | Kassel                | Kassel           | 1992     | 6.160     |                                |
| Bad Endbach              | Marburg-Biedenkopf    | Gießen           | 1973     | 8.503     |                                |
| Bad Hersfeld             | Hersfeld-Rotenburg    | Kassel           | 1949     | 30.411    |                                |
| Bad Homburg vor der Höhe | Hochtaunuskreis       | Darmstadt        | 1912     | 51.825    |                                |
| Bad Karlshafen           | Kassel                | Kassel           | 1977     | 4.005     |                                |
| Bad König                | Odenwaldkreis         | Darmstadt        | 1948     | 9.508     |                                |
| Bad Nauheim              | Wetteraukreis         | Darmstadt        | 1869     | 30.959    |                                |
| Bad Orb                  | Main-Kinzig-Kreis     | Darmstadt        | 1909     | 9.910     |                                |
| Bad Salzhausen           | Wetteraukreis         | Darmstadt        |          | 604       | Stadtteil von Nidda            |
| Bad Salzschlirf          | Fulda                 | Kassel           | 1909/10  | 3.045     |                                |
| Bad Schwalbach           | Rheingau-Taunus-Kreis | Darmstadt        | 2014     | 11.191    |                                |
| Bad Soden am Taunus      | Main-Taunus-Kreis     | Darmstadt        | 1922     | 21.407    |                                |
| Bad Soden-Salmünster     | Main-Kinzig-Kreis     | Darmstadt        | 1928     | 13.439    |                                |
| Bad Sooden-Allendorf     | Werra-Meißner-Kreis   | Kassel           |          | 8.699     |                                |
| Bad Vilbel               | Wetteraukreis         | Darmstadt        | 1948     | 31.372    |                                |
| Bad Weilbach             | Main-Taunus-Kreis     | Darmstadt        | ?        | 4.010     | Ortsteil von Flörsheim am Main |
| Bad Wildungen            | Waldeck-Frankenberg   | Kassel           | 1906     | 17.711    |                                |
| Bad Wilhelmshöhe         | kreisfrei             | Kassel           | 2002     | 12.455    | seit 1928 Stadtteil von Kassel |
| Bad Zwesten              | Schwalm-Eder-Kreis    | Kassel           | 1992     | 4.173     |                                |

### Mecklenburg-Vorpommern
| Ort         | Kreis                       | Bad seit | Einwohner | Info                        |
| ----------- | --------------------------- | -------- | --------- | --------------------------- |
| Bad Doberan | Rostock                     | 1921     | 11.294    |                             |
| Bad Kleinen | Nordwestmecklenburg         | 1915     | 3.718     |                             |
| Bad Stuer   | Mecklenburgische Seenplatte |          | 237       | Ortsteil der Gemeinde Stuer |
| Bad Sülze   | Vorpommern-Rügen            | 1927     | 1.779     |                             |

### Niedersachsen
| Ort                    | Kreis               | Bad seit | Einwohner | Info                                                |
| ---------------------- | ------------------- | -------- | --------- | --------------------------------------------------- |
| Bad Bederkesa          | Cuxhaven            | 1996     | 4.995     |                                                     |
| Bad Bentheim           | Grafschaft Bentheim | 1979     | 15.637    |                                                     |
| Bad Bevensen           | Uelzen              | 1976     | 8.786     |                                                     |
| Bad Blenhorst          | Nienburg/Weser      |          | 390       | Ortsteil von Balge                                  |
| Bad Bodenteich         | Uelzen              | 1998     | 3.954     |                                                     |
| Bad Eilsen             | Schaumburg          | 1971     | 2.563     |                                                     |
| Bad Essen              | Osnabrück           | 1902     | 15.852    |                                                     |
| Bad Fallingbostel      | Heidekreis          | 2002     | 11.660    |                                                     |
| Bad Gandersheim        | Northeim            | 1932     | 10.725    |                                                     |
| Bad Grund (Harz)       | Göttingen           | 1906     | 2.473     |                                                     |
| Bad Harzburg           | Goslar              | 1892     | 22.365    |                                                     |
| Bad Helmstedt          | Helmstedt           | 1982     | ca. 150   | Stadtteil von Helmstedt                             |
| Bad Iburg              | Osnabrück           | 1967     | 11.433    |                                                     |
| Bad Laer               | Osnabrück           | 1975     | 9.251     |                                                     |
| Bad Lauterberg im Harz | Göttingen           | 1906     | 11.577    |                                                     |
| Bad Münder am Deister  | Hameln-Pyrmont      | 1936     | 18.115    |                                                     |
| Bad Nenndorf           | Schaumburg          | 1866     | 11.226    |                                                     |
| Bad Pyrmont            | Hameln-Pyrmont      | 1914     | 21.219    |                                                     |
| Bad Rehburg            | Nienburg/Weser      |          | 708       | Stadtteil von Rehburg-Loccum                        |
| Bad Rothenfelde        | Osnabrück           | 1905     | 8.470     |                                                     |
| Bad Sachsa             | Göttingen           | 1905     | 7.969     |                                                     |
| Bad Salzdetfurth       | Hildesheim          |          | 14.040    |                                                     |
| Salzgitter-Bad         | kreisfrei           | 1951     | 20.928    | seit 1942 Teil der neu gegründeten Stadt Salzgitter |
| Bad Zwischenahn        | Ammerland           | 1919     | 28.896    |                                                     |

### Nordrhein-Westfalen
| Ort                | Kreis               | Regierungsbezirk | Bad seit | Einwohner | Info                                                                         |
| ------------------ | ------------------- | ---------------- | -------- | --------- | ---------------------------------------------------------------------------- |
| Bad Aachen         | Städteregion Aachen | Köln             |          | 259.030   | Der Namenszusatz Bad wird im offiziellen Namen nicht geführt                 |
| Bad Berleburg      | Siegen-Wittgenstein | Arnsberg         | 1971     | 20.275    |                                                                              |
| Bad Driburg        | Höxter              | Detmold          | 1971     | 19.364    |                                                                              |
| Bad Fredeburg      | Hochsauerlandkreis  | Arnsberg         | 1995     | 3.953     | Ortsteil der Stadt Schmallenberg                                             |
| Bad Godesberg      | kreisfrei           | Köln             | 1925     | 70.870    | seit 1969 Stadtbezirk von Bonn                                               |
| Bad Hermannsborn   | Höxter              | Detmold          |          |           | Stadtteil von Bad Driburg                                                    |
| Bad Hamm           | kreisfrei           | Arnsberg         |          | 179.379   | nur bis 1952; der Namenszusatz Bad wird nur auf Ortsteilschildern aufgeführt |
| Bad Holthausen     | Steinfurt           | Münster          |          |           | Teil von Brochterbeck in der Stadt Tecklenburg                               |
| Bad Holzhausen     | Minden-Lübbecke     | Detmold          | 2007     | 3.514     | Stadtteil von Preußisch Oldendorf                                            |
| Bad Honnef         | Rhein-Sieg-Kreis    | Köln             | 1960     | 24.965    |                                                                              |
| Bad Laasphe        | Siegen-Wittgenstein | Arnsberg         | 1984     | 14.879    |                                                                              |
| Bad Lippspringe    | Paderborn           | Detmold          | 1913     | 15.256    |                                                                              |
| Bad Meinberg       | Lippe               | Detmold          | 1903     | 4.636     | Stadtteil von Horn-Bad Meinberg                                              |
| Bad Münstereifel   | Euskirchen          | Köln             | 1967     | 18.850    |                                                                              |
| Bad Nammen         | Minden-Lübbecke     | Detmold          |          |           | war ein Bad in Nammen in der Stadt Porta Westfalica                          |
| Bad Oexen          | Minden-Lübbecke     | Detmold          |          |           | liegt im Stadtteil Eidinghausen der Stadt Bad Oeynhausen                     |
| Bad Oeynhausen     | Minden-Lübbecke     | Detmold          | 1848     | 49.116    | Oeynhausen bezieht sich auf einen Personennamen                              |
| Bad Randringhausen | Herford             | Detmold          | 1728     | 8.757     | Stadtteil von Bünde                                                          |
| Bad Salzuflen      | Lippe               | Detmold          | 1914     | 54.300    |                                                                              |
| Bad Sassendorf     | Soest               | Arnsberg         | 1906     | 11.625    |                                                                              |
| Bad Seebruch       | Herford             | Detmold          |          |           | liegt im Ortsteil Valdorf der Stadt Vlotho                                   |
| Bad Senkelteich    | Herford             | Detmold          | 1978     |           | ist ein Moorbad des Ortsteils Valdorf der Stadt Vlotho                       |
| Bad Steinbeck      | Steinfurt           | Münster          |          |           | ist eine Bauerschaft des Ortsteils Steinbeck in der Gemeinde Recke           |
| Bad Waldliesborn   | Soest               | Arnsberg         |          | 4.703     | Stadtteil von Lippstadt                                                      |
| Bad Westernkotten  | Soest               | Arnsberg         | 1958     | 4.190     | Stadtteil von Erwitte                                                        |
| Bad Wünnenberg     | Paderborn           | Detmold          | 2000     | 12.463    |                                                                              |

### Rheinland-Pfalz
| Ort                            | Kreis                | Bad seit | Einwohner | Info                                                                |
| ------------------------------ | -------------------- | -------- | --------- | ------------------------------------------------------------------- |
| Bad Bergzabern                 | Südliche Weinstraße  | 1964     | 8.724     |                                                                     |
| Bad Bertrich                   | Cochem-Zell          |          | 1.020     |                                                                     |
| Bad Bodendorf                  | Ahrweiler            |          | 3.860     | Stadtteil von Sinzig                                                |
| Bad Breisig                    | Ahrweiler            | 1958     | 9.623     |                                                                     |
| Bad Dürkheim                   | Bad Dürkheim         | 1904     | 19.159    |                                                                     |
| Bad Ems                        | Rhein-Lahn-Kreis     | 1913     | 10.030    |                                                                     |
| Bad Hönningen                  | Neuwied              | 1950     | 6.355     |                                                                     |
| Bad Kreuznach                  | Bad Kreuznach        | 1924     | 54.168    |                                                                     |
| Bad Marienberg (Westerwald)    | Westerwaldkreis      | 1967     | 6.096     |                                                                     |
| Bad Münster am Stein-Ebernburg | Bad Kreuznach        | 1905     | 4.233     | Seit 2014 Stadtteil von Bad Kreuznach                               |
| Bad Neuenahr-Ahrweiler         | Ahrweiler            | 1927     | 11.950    | Zusammenschluss der Städte 1969, Einwohnerzahl nur von Bad Neuenahr |
| Bad Salzig                     | Rhein-Hunsrück-Kreis | 1925     | 2.475     | Stadtteil von Boppard                                               |
| Bad Sobernheim                 | Bad Kreuznach        | 1995     | 6.564     |                                                                     |
| Bad Tönisstein                 | Mayen-Koblenz        |          |           | Stadtteil von Andernach                                             |
| Bad Wildstein                  | Bernkastel-Wittlich  |          |           | Stadtteil von Traben-Trarbach                                       |

### Sachsen
| Ort           | Kreis                            | Direktionsbezirk | Bad seit | Einwohner | Info                                      |  |
| ------------- | -------------------------------- | ---------------- | -------- | --------- | ----------------------------------------- |  |
| Bad Brambach  | Vogtlandkreis                    | Chemnitz         | 1922     | 2.139     |                                           |  |
| Bad Düben     | Nordsachsen                      | Leipzig          | 1948     | 7.830     |                                           |  |
| Bad Elster    | Vogtlandkreis                    | Chemnitz         | 1875     | 3.953     |                                           |  |
| Bad Gottleuba | Sächsische Schweiz-Osterzgebirge | Dresden          | 1936     |           | Stadtteil von Bad Gottleuba-Berggießhübel |  |
| Bad Lausick   | Leipzig                          | Leipzig          | 1913     | 8.754     |                                           |  |
| Bad Muskau    | Görlitz                          | Dresden          | 1962     | 3.955     |                                           |  |
| Bad Schandau  | Sächsische Schweiz-Osterzgebirge | Dresden          | 1920     | 2.965     |                                           |  |
| Bad Schlema   | Erzgebirgskreis                  | Chemnitz         | 2005     | 5.363     | Stadtteil von Aue-Bad Schlema             |  |

### Sachsen-Anhalt
| Ort              | Kreis           | Bad seit | Einwohner | Info                                            |
| ---------------- | --------------- | -------- | --------- | ----------------------------------------------- |
| Bad Bibra        | Burgenlandkreis | 1925     | 2.141     |                                                 |
| Bad Dürrenberg   | Saalekreis      | 1935     | 11.287    |                                                 |
| Bad Lauchstädt   | Saalekreis      | ?        | 8.773     |                                                 |
| Bad Kösen        | Burgenlandkreis | 1935     | 5.241     | Stadtteil von Naumburg (Saale)                  |
| Bad Neuragoczy   | Saalekreis      |          | 2.432     | Ortsteil von Salzmünde in der Gemeinde Salzatal |
| Bad Salzelmen    | Salzlandkreis   | 1926     |           | Stadtteil von Schönebeck (Elbe)                 |
| Bad Schmiedeberg | Wittenberg      | 1925     | 4.110     |                                                 |
| Bad Suderode     | Harz            | 1911     | 1.848     | Stadtteil von Quedlinburg                       |

### Schleswig-Holstein
| Ort                     | Kreis       | Bad seit | Einwohner | Info                                                          |
| ----------------------- | ----------- | -------- | --------- | ------------------------------------------------------------- |
| Bad Bramstedt           | Segeberg    | 1910     | 13.569    |                                                               |
| Bad Malente-Gremsmühlen | Ostholstein | 1996     | 10.864    | Gemeinde Malente                                              |
| Bad Oldesloe            | Stormarn    | 1910     | 24.172    | Weiterführung des Titels trotz Auflösung des Kurbetriebs 1928 |
| Bad Schwartau           | Ostholstein | 1913     | 19.714    |                                                               |
| Bad Segeberg            | Segeberg    | 1910     | 15.989    |                                                               |

### Thüringen
| Ort                   | Kreis                 | Bad seit | Einwohner | Info                   |
| --------------------- | --------------------- | -------- | --------- | ---------------------- |
| Bad Berka             | Weimarer Land         | 1911     | 7.406     |                        |
| Bad Blankenburg       | Saalfeld-Rudolstadt   | 1911     | 7.281     |                        |
| Bad Colberg           | Hildburghausen        | 1910     | 2.205     | Stadtteil von Heldburg |
| Bad Frankenhausen     | Kyffhäuserkreis       | 1927     | 9.292     |                        |
| Heilbad Heiligenstadt | Landkreis Eichsfeld   | 1950     | 16.610    |                        |
| Bad Klosterlausnitz   | Saale-Holzland-Kreis  | 1932     | 3.481     |                        |
| Bad Köstritz          | Landkreis Greiz       | 1926     | 3.885     |                        |
| Bad Langensalza       | Unstrut-Hainich-Kreis | 1956     | 18.392    |                        |
| Bad Liebenstein       | Wartburgkreis         | 1907     | 7.971     |                        |
| Bad Lobenstein        | Saale-Orla-Kreis      | 2005     | 6.653     |                        |
| Bad Salzungen         | Wartburgkreis         | 1923     | 16.290    |                        |
| Bad Sulza             | Weimarer Land         | 1907     | 3.000     |                        |
| Bad Tabarz            | Landkreis Gotha       | 2017     | 3.900     |                        |
| Bad Tennstedt         | Unstrut-Hainich-Kreis |          | 2.583     |                        |

### Nord- und Ostseebad
Einige Orte führen den mehr oder minder offiziellen Titel „Nord-“ oder „Ostsee(heil)bad“

siehe auch Liste deutscher Seebäder

#### Nordseebad
| Ort                | Kreis       | NordseeBad seit | Einwohner | Info                          |
| ------------------ | ----------- | --------------- | --------- | ----------------------------- |
| Nordseebad Tossens | Wesermarsch | 1892            |           | Teil der Gemeinde Butjadingen |

#### Ostseebad
| Ort                        | Kreis                 | Ostseebad seit   | Einwohner | Info                                      |
| -------------------------- | --------------------- | ---------------- | --------- | ----------------------------------------- |
| Ostseebad Binz             | Vorpommern-Rügen      | 1892             | 5.399     |                                           |
| Ostseebad Damp             | Rendsburg-Eckernförde | Mitte der 1980er | 1.458     |                                           |
| Ostseebad Göhren           | Vorpommern-Rügen      |                  | 1.234     |                                           |
| Ostseebad Heringsdorf      | Vorpommern-Greifswald | 1. Jan. 2006     | 9.254     |                                           |
| Ostseebad Kühlungsborn     | Rostock               | 1892             | 7.867     |                                           |
| Ostseebad Laboe            | Plön                  | 1. Sep. 2004     | 5.192     |                                           |
| Ostseebad Niendorf         | Ostholstein           | 1855             |           | Ortsteil der Gemeinde Timmendorfer Strand |
| Ostseebad Prerow           | Vorpommern-Rügen      |                  | 1.611     |                                           |
| Ostseebad Sellin           | Vorpommern-Rügen      |                  | 2.412     |                                           |
| Ostseebad Zinnowitz        | Vorpommern-Greifswald |                  | 3.745     |                                           |
| Ostseeheilbad Graal-Müritz | Rostock               |                  |           |                                           |
| Seebad Ahlbeck             | Vorpommern-Greifswald | 1908             | 3.395     | Ortsteil der Gemeinde Heringsdorf         |
| Seebad Bansin              | Vorpommern-Greifswald |                  | 2.503     | Ortsteil der Gemeinde Heringsdorf         |
| Seebad Lubmin              | Vorpommern-Greifswald |                  | 2.009     |                                           |
| Seebad Warnemünde          | kreisfrei             |                  | 6.670     | seit 1323 Stadtteil von Rostock           |
| Seebad Zempin              | Vorpommern-Greifswald | 1996             | 933       |                                           |

## Österreich
| Ort                           | Bezirk                 | Bundesland       | Bad seit | Einwohner | Info                                     |
| ----------------------------- | ---------------------- | ---------------- | -------- | --------- | ---------------------------------------- |
| Bad Aussee                    | Liezen                 | Steiermark       | 1911     | 4988      |                                          |
| Bad Bleiberg                  | Villach-Land           | Kärnten          | 1978     | 2141      |                                          |
| Bad Blumau                    | Hartberg-Fürstenfeld   | Steiermark       | 2001     | 1672      |                                          |
| Bad Deutsch-Altenburg         | Bruck an der Leitha    | Niederösterreich |          | 1993      |                                          |
| Bad Dürrnberg                 | Hallein                | Salzburg         |          |           | Stadt Hallein                            |
| Bad Eisenkappel               | Bezirk Völkermarkt     | Kärnten          |          | 2218      | Kur- und Luftkurort                      |
| Bad Erlach                    | Wiener Neustadt-Land   | Niederösterreich | 2007     | 3312      |                                          |
| Bad Fischau-Brunn             | Wiener Neustadt-Land   | Niederösterreich | 1929     | 3532      |                                          |
| Bad Fusch                     | Zell am See            | Salzburg         |          |           | Gemeinde Fusch an der Großglocknerstraße |
| Bad Gams                      | Deutschlandsberg       | Steiermark       | 1980     |           | Stadt Deutschlandsberg                   |
| Bad Gastein                   | Sankt Johann im Pongau | Salzburg         | 1906     | 4009      |                                          |
| Bad Gleichenberg              | Südoststeiermark       | Steiermark       | 1926     | 5232      |                                          |
| Bad Goisern am Hallstättersee | Gmunden                | Oberösterreich   | 1955     | 7575      |                                          |
| Bad Großpertholz              | Gmünd                  | Niederösterreich | 1983     | 1279      |                                          |
| Bad Hall                      | Steyr-Land             | Oberösterreich   | 1876     | 5868      |                                          |
| Hall in Tirol                 | Innsbruck-Land         | Tirol            | ?        | 14.698    | Name von 1938 bis 1974: „Solbad Hall“    |
| Moorbad Harbach               | Bezirk Gmünd           | Niederösterreich | 1972     | 680       |                                          |
| Bad Häring                    | Kufstein               | Tirol            | 1965     | 3008      |                                          |
| Bad Hofgastein                | St. Johann im Pongau   | Salzburg         | 1936     | 6677      |                                          |
| Bad Jungbrunn                 | Bezirk Lienz           | Tirol            |          |           | Gemeinde Tristach                        |
| Bad Kreckelmoos               | Reutte                 | Tirol            |          |           | Gemeinde Breitenwang                     |
| Bad Krems                     | Bezirk Kirchdorf       | Oberösterreich   |          |           | Gemeinde Micheldorf in Oberösterreich    |
| Bad Innerlaterns              | Bezirk Feldkirch       | Vorarlberg       |          |           | Gemeinde Laterns                         |
| Bad Ischl                     | Gmunden                | Oberösterreich   | 1906     | 14.107    |                                          |
| Bad Kleinkirchheim            | Spittal an der Drau    | Kärnten          | 1977     | 1657      |                                          |
| Bad Kreuzen                   | Perg                   | Oberösterreich   | 1972     | 2372      |                                          |
| Bad Leonfelden                | Urfahr-Umgebung        | Oberösterreich   | 1962     | 4434      |                                          |
| Bad Lerchenau                 | Bezirk Bregenz         | Vorarlberg       |          |           | Gemeinde Lauterach                       |
| Bad Loipersdorf               | Hartberg-Fürstenfeld   | Steiermark       | 2020     | 1823      |                                          |
| Bad Mitterndorf               | Liezen                 | Steiermark       | 1972     | 4964      |                                          |
| Bad Mühlacken                 | Urfahr-Umgebung        | Oberösterreich   |          |           | Gemeinde Feldkirchen an der Donau        |
| Bad Pirawarth                 | Gänserndorf            | Niederösterreich |          | 1743      |                                          |
| Bad Radkersburg               | Südoststeiermark       | Steiermark       | 1976     | 3220      |                                          |
| Bad Rothenbrunnen             | Bezirk Bludenz         | Vorarlberg       |          |           | Gemeinde Sonntag                         |
| Bad St. Leonhard im Lavanttal | Wolfsberg              | Kärnten          | 1935     | 4244      |                                          |
| Bad Sauerbrunn                | Mattersburg            | Burgenland       | 1987     | 2355      |                                          |
| Bad Schallerbach              | Grieskirchen           | Oberösterreich   | 1938     | 4545      |                                          |
| Bad Schönau                   | Wiener Neustadt-Land   | Niederösterreich | 1938     | 738       |                                          |
| Bad Schwanberg                | Deutschlandsberg       | Steiermark       | 2020     | 4421      |                                          |
| Bad Tatzmannsdorf             | Oberwart               | Burgenland       | 1926     | 1658      |                                          |
| Bad Traunstein                | Bezirk Zwettl          | Niederösterreich | 2010     | 983       |                                          |
| Bad Vellach                   | Völkermarkt            | Kärnten          |          |           | Gemeinde Eisenkappel-Vellach             |
| Bad Vigaun                    | Hallein                | Salzburg         |          | 2131      |                                          |
| Bad Vöslau                    | Baden                  | Niederösterreich | 1924     | 12.478    |                                          |
| Bad Waltersdorf               | Hartberg-Fürstenfeld   | Steiermark       | 1988     | 3978      |                                          |
| Bad Wimsbach-Neydharting      | Wels-Land              | Oberösterreich   | 1954     | 2509      |                                          |
| Bad Zell                      | Freistadt              | Oberösterreich   | 1976     | 2962      |                                          |
| Salzerbad                     | Lilienfeld             | Niederösterreich | 1886     | 854       |                                          |
| Wildbad Einöd                 | Bezirk Murau           | Steiermark       |          |           | Gemeinde Dürnstein in der Steiermark     |

## Schweiz
| Ort               | Gemeinde          | Bezirk/Amt        | Kanton       | Bad seit | Einwohner | Info                           |
| ----------------- | ----------------- | ----------------- | ------------ | -------- | --------- | ------------------------------ |
| Bad Bubendorf     |                   | Liestal           | Basel-Land   |          |           |                                |
| Bad Knutwil       | Knutwil           | Sursee            | Luzern       | 1484     |           | [ 2 ]                          |
| Bad Ragaz         | Bad Ragaz         | Sarganserland     | Sankt Gallen | 1938     | 5.165     |                                |
| Bad Schönbrunn    | Menzingen ZG      | -                 | Zug          |          |           |                                |
| Bad Zurzach       | Bad Zurzach       | Zurzach           | Aargau       | 2006     | 4.058     |                                |
| Luthern Bad       | Luthern           | Willisau          | Luzern       |          |           | Wallfahrtsort                  |
| Lavey-les-Bains   | Lavey-Morcles     | Aigle             | Waadt        |          | 885       |                                |
| Leukerbad         | Leukerbad         | Leuk              | Wallis       |          | 1.590     | französisch: Loèche-les-Bains  |
| St. Moritz-Bad    | St. Moritz        | Maloja            | Graubünden   |          | 1.239     |                                |
| Schinznach-Bad    | Schinznach-Bad    | Brugg             | Aargau       | 1938     | 1.239     | bis 1938 Birrenlauf            |
| Yverdon-les-Bains | Yverdon-les-Bains | Jura-Nord vaudois | Waadt        | 1982     | 25.090    | deutsch: Iferten oder Ifferten |

## Frankreich

### Bains
| Ort                      | Arrondissement         | Département             | Region                     | Bad seit  | Einwohner | Info                                                                          |
| ------------------------ | ---------------------- | ----------------------- | -------------------------- | --------- | --------- | ----------------------------------------------------------------------------- |
| Aix-les-Bains            | Chambéry               | Savoie                  | Auvergne-Rhône-Alpes       |           | 27.375    |                                                                               |
| Alet-les-Bains           | Limoux                 | Aude                    | Okzitanien                 |           | 464       |                                                                               |
| Amélie-les-Bains-Palalda | Céret                  | Pyrénées-Orientales     | Okzitanien                 |           | 3.656     |                                                                               |
| Amphion-les-Bains        | Thonon-les-Bains       | Haute-Savoie            | Auvergne-Rhône-Alpes       |           |           | Teil der Gemeinde Publier                                                     |
| Arles-les-Bains          | Céret                  | Pyrénées-Orientales     | Okzitanien                 |           |           | Teil der Gemeinde Amélie-les-Bains-Palalda                                    |
| Andernos-les-Bains       | Arcachon               | Gironde                 | Nouvelle-Aquitaine         |           | 11.127    |                                                                               |
| Arles-les-Bains          | Céret                  | Pyrénées-Orientales     | Okzitanien                 |           |           | Teil der Gemeinde Amélie-les-Bains-Palalda                                    |
| Arromanches-les-Bains    | Bayeux                 | Calvados                | Normandie                  |           | 40        |                                                                               |
| Aulus-les-Bains          | Saint-Girons           | Ariège                  | Okzitanien                 |           | 153       |                                                                               |
| Bagnères-de-Luchon       | Saint-Gaudens          | Haute-Garonne           | Okzitanien                 |           | 2.593     |                                                                               |
| Bagnols-les-Bains        | Mende                  | Lozère                  | Okzitanien                 |           | 243       |                                                                               |
| Bains-les-Bains          | Épinal                 | Vosges                  | Grand Est                  | 1892      | 1.357     |                                                                               |
| Balaruc-les-Bains        | Montpellier            | Hérault                 | Okzitanien                 |           | 6.130     |                                                                               |
| Berthemont-les-Bains     | Nizza                  | Alpes-Maritimes         | Provence-Alpes-Côte d’Azur |           |           | Teil der Gemeinde Roquebillière                                               |
| Besançon-les-Bains       | Besançon               | Doubs                   | Bourgogne-Franche-Comté    |           |           | ehemaliges Thermalbad von Besançon                                            |
| Bourbonne-les-Bains      | Langres                | Haute-Marne             | Grand Est                  |           | 2.275     |                                                                               |
| Brides-les-Bains         | Albertville            | Savoie                  | Auvergne-Rhône-Alpes       |           | 593       |                                                                               |
| Cambo-les-Bains          | Bayonne                | Pyrénées-Atlantiques    | Nouvelle-Aquitaine         |           | 5.671     |                                                                               |
| Canaveilles-les-Bains    | Prades                 | Pyrénées-Orientales     | Okzitanien                 |           |           | Teil von Canaveilles, der Bahnhof heißt Gare d'Olette - Canaveilles-les-Bains |
| Capvern-les-Bains        | Bagnères-de-Bigorre    | Hautes-Pyrénées         | Okzitanien                 |           |           | Teil von Capvern                                                              |
| Charbonnières-les-Bains  | Lyon                   | Rhône                   | Auvergne-Rhône-Alpes       |           | 4.835     |                                                                               |
| Châteauneuf-les-Bains    | Riom                   | Puy-de-Dôme             | Auvergne-Rhône-Alpes       |           | 299       |                                                                               |
| Contis-les-Bains         | Dax                    | Landes                  | Nouvelle-Aquitaine         |           |           | Teil von Saint-Julien-en-Born                                                 |
| Contz-les-Bains          | Diedenhofen-Ost        | Moselle                 | Grand Est                  |           | 502       | deutsch: Bad Kontz (Niederkontz)                                              |
| Cours-les-Bains          | Langon                 | Gironde                 | Nouvelle-Aquitaine         |           | 210       |                                                                               |
| Digne-les-Bains          | Digne-les-Bains        | Alpes-de-Haute-Provence | Provence-Alpes-Côte d’Azur | 1988      | 17.868    |                                                                               |
| Divonne-les-Bains        | Gex                    | Ain                     | Auvergne-Rhône-Alpes       | 1892      | 7.400     |                                                                               |
| Donville-les-Bains       | Avranches              | Manche                  | Normandie                  |           | 3.209     |                                                                               |
| Enghien-les-Bains        | Sarcelles              | Val-d’Oise              | Île-de-France              |           | 12.121    |                                                                               |
| Eugénie-les-Bains        | Mont-de-Marsan         | Landes                  | Nouvelle-Aquitaine         |           | 484       |                                                                               |
| Euzet-les-Bains          | Alès                   | Gard                    | Okzitanien                 |           |           | Teil von Euzet                                                                |
| Évaux-les-Bains          | Aubusson               | Creuse                  | Nouvelle-Aquitaine         |           | 1.546     |                                                                               |
| Évian-les-Bains          | Thonon-les-Bains       | Haute-Savoie            | Auvergne-Rhône-Alpes       |           | 7.787     |                                                                               |
| Forges-les-Bains         | Palaiseau              | Essonne                 | Île-de-France              |           | 3.760     |                                                                               |
| Gamarde-les-Bains        | Dax                    | Landes                  | Nouvelle-Aquitaine         |           | 1.166     |                                                                               |
| Grandcamp-les-Bains      | Bayeux                 | Calvados                | Normandie                  |           |           | Teil von Grandcamp-Maisy                                                      |
| Gréoux-les-Bains         | Digne-les-Bains        | Alpes-de-Haute-Provence | Provence-Alpes-Côte d’Azur |           | 2.455     |                                                                               |
| Guillon-les-Bains        | Besançon               | Doubs                   | Bourgogne-Franche-Comté    |           | 98        |                                                                               |
| Guitera-les-Bains        | Ajaccio                | Corse-du-Sud            | Korsika                    |           | 139       |                                                                               |
| L’Ermitage-les-Bains     | Saint-Paul             | Réunion                 | Réunion                    |           |           | Teil von Plage de l’Ermitage                                                  |
| La Brée-les-Bains        | Rochefort              | Charente-Maritime       | Nouvelle-Aquitaine         |           | 718       |                                                                               |
| Lamalou-les-Bains        | Béziers                | Hérault                 | Okzitanien                 |           | 2.256     |                                                                               |
| Le Monêtier-les-Bains    | Briançon               | Hautes-Alpes            | Provence-Alpes-Côte d’Azur |           | 1.003     |                                                                               |
| Luxeuil-les-Bains        | Lure                   | Haute-Saône             | Bourgogne-Franche-Comté    |           | 7.543     |                                                                               |
| Malo-les-Bains           | Dunkerque              | Nord                    | Hauts-de-France            |           | 16.182    | Teil der Stadt Dünkirchen                                                     |
| Martigny-les-Bains       | Neufchâteau            | Vosges                  | Grand Est                  |           | 825       |                                                                               |
| Mers-les-Bains           | Abbeville              | Somme                   | Hauts-de-France            |           | 2.917     |                                                                               |
| Molitg-les-Bains         | Prades                 | Pyrénées-Orientales     | Okzitanien                 |           | 207       |                                                                               |
| Montalivet-les-Bains     | Lesparre-Médoc         | Gironde                 | Nouvelle-Aquitaine         |           |           | Teil von Vendays-Montalivet                                                   |
| Montbrun-les-Bains       | Nyons                  | Drôme                   | Auvergne-Rhône-Alpes       |           | 438       |                                                                               |
| Montrond-les-Bains       | Montbrison             | Loire                   | Auvergne-Rhône-Alpes       |           | 4.635     |                                                                               |
| Morsbronn-les-Bains      | Weißenburg             | Bas-Rhin                | Grand Est                  |           | 567       | deutsch: Bad Morsbronn                                                        |
| Néris-les-Bains          | Montluçon              | Allier                  | Auvergne-Rhône-Alpes       |           | 2.726     |                                                                               |
| Niederbronn-les-Bains    | Hagenau                | Bas-Rhin                | Grand Est                  | 1905 / 10 | 4.329     | deutsch: Bad Niederbronn                                                      |
| Ogeu-les-Bains           | Oloron-Sainte-Marie    | Pyrénées-Atlantiques    | Nouvelle-Aquitaine         |           | 1.143     |                                                                               |
| Plombières-les-Bains     | Épinal                 | Vosges                  | Grand Est                  |           | 1.936     |                                                                               |
| Préchacq-les-Bains       | Dax                    | Landes                  | Nouvelle-Aquitaine         |           | 583       |                                                                               |
| Rennes-les-Bains         | Limoux                 | Aude                    | Okzitanien                 |           | 171       |                                                                               |
| Ronce-les-Bains          | Rochefort              | Charente-Maritime       | Nouvelle-Aquitaine         |           |           | Teil der Gemeinde La Tremblade                                                |
| Sail-les-Bains           | Roanne                 | Loire                   | Auvergne-Rhône-Alpes       |           | 222       |                                                                               |
| Saint-Georges-les-Bains  | Privas                 | Ardèche                 | Auvergne-Rhône-Alpes       |           | 2.114     |                                                                               |
| Saint-Gervais-les-Bains  | Bonneville             | Haute-Savoie            | Auvergne-Rhône-Alpes       |           | 5.742     |                                                                               |
| Saint-Gilles-les-Bains   | Saint-Paul             | Réunion                 | Réunion                    |           |           |                                                                               |
| Saint-Honoré-les-Bains   | Château-Chinon (Ville) | Nièvre                  | Bourgogne-Franche-Comté    |           | 846       |                                                                               |
| Saint-Laurent-les-Bains  | Largentière            | Ardèche                 | Auvergne-Rhône-Alpes       |           | 182       |                                                                               |
| Saint-Trojan-les-Bains   | Rochefort              | Charente-Maritime       | Nouvelle-Aquitaine         | 1898      | 1471      |                                                                               |
| Salins-les-Bains         | Lons-le-Saunier        | Jura                    | Bourgogne-Franche-Comté    |           | 3.082     |                                                                               |
| Saubusse-les-Bains       | Dax                    | Landes                  | Nouvelle-Aquitaine         |           |           | Teil von Saubusse                                                             |
| Sermaize-les-Bains       | Vitry-le-François      | Marne                   | Grand Est                  |           | 2.014     |                                                                               |
| Sierck-les-Bains         | Diedenhofen-Ost        | Moselle                 | Grand Est                  | 1936      | 1.730     | deutsch: Bad Sierck                                                           |
| Soultz-les-Bains         | Molsheim               | Bas-Rhin                | Grand Est                  |           | 784       | deutsch: Bad Sulzbad                                                          |
| Soultzbach-les-Bains     | Colmar                 | Haut-Rhin               | Grand Est                  |           | 644       | deutsch: Bad Sulzbach                                                         |
| Tercis-les-Bains         | Dax                    | Landes                  | Nouvelle-Aquitaine         |           | 1.185     |                                                                               |
| Thonon-les-Bains         | Thonon-les-Bains       | Haute-Savoie            | Auvergne-Rhône-Alpes       |           | 31.213    |                                                                               |
| Thuès-les-Bains          | Prades                 | Pyrénées-Orientales     | Okzitanien                 |           |           | Teil von Nyer                                                                 |
| Uriage-les-Bains         | Grenoble               | Isère                   | Auvergne-Rhône-Alpes       |           |           | Teil der Gemeinde Saint-Martin-d’Uriage                                       |
| Ussat-les-Bains          | Foix                   | Ariège                  | Okzitanien                 |           |           | Teil der Gemeinde Ornolac-Ussat-les-Bains                                     |
| Usson-les-Bains          | Foix                   | Ariège                  | Okzitanien                 |           |           | Teil der Gemeinde Rouze                                                       |
| Vals-les-Bains           | Largentière            | Ardèche                 | Auvergne-Rhône-Alpes       |           | 3.741     |                                                                               |
| Vernet-les-Bains         | Prades                 | Pyrénées-Orientales     | Okzitanien                 |           | 1.488     |                                                                               |
| Vic-les-Bains            | Aurillac               | Cantal                  | Auvergne-Rhône-Alpes       |           |           | Teil von Vic-sur-Cère                                                         |
| Vieux-Boucau-les-Bains   | Dax                    | Landes                  | Nouvelle-Aquitaine         |           | 1.525     |                                                                               |

### Thermes
| Ort                   | Arrondissement | Département   | Region               | Thermes seit | Einwohner | Info                                                                                  |
| --------------------- | -------------- | ------------- | -------------------- | ------------ | --------- | ------------------------------------------------------------------------------------- |
| Amnéville-les-Thermes | Metz-Campagne  | Moselle       | Grand Est            |              | 10.090    | auch Amnéville genannt, deutscher Name: Amenweiler, 1902–1919 und 1940–1944 Stahlheim |
| Ax-les-Thermes        | Foix           | Ariège        | Okzitanien           |              | 1363      |                                                                                       |
| Barbotan-les-Thermes  | Condom         | Gers          | Okzitanien           |              |           | zur Gemeinde Cazaubon gehörig                                                         |
| Encausse-les-Thermes  | Saint-Gaudens  | Haute-Garonne | Okzitanien           |              | 670       |                                                                                       |
| Salins-les-Thermes    | Albertville    | Savoie        | Auvergne-Rhône-Alpes |              | 916       |                                                                                       |

## Italien

### Bagni
| Ort                    | italienische Gemeinde      | Provinz                           | Region                  | Bagni seit | Einwohner | Info                             |
| ---------------------- | -------------------------- | --------------------------------- | ----------------------- | ---------- | --------- | -------------------------------- |
| Abano Bagni            | Abano Bagni                | Provinz Padua                     | Venetien                |            | 19.657    | seit 1931 als Abano Terme        |
| Agnone Bagni           | Augusta (Sizilien)         | Freies Gemeindekonsortium Syrakus | Sizilien                |            |           |                                  |
| Canicattini Bagni      | Canicattini Bagni          | Freies Gemeindekonsortium Syrakus | Sizilien                |            | 7.385     |                                  |
| Lesignano de’ Bagni    | Lesignano de’ Bagni        | Provinz Parma                     | Emilia-Romagna          |            | 4.363     |                                  |
| Monticchio Bagni       | Rionero in Vulture         | Provinz Potenza                   | Basilikata              |            |           |                                  |
| San Casciano dei Bagni | San Casciano dei Bagni     | Provinz Siena                     | Toskana                 |            | 1.708     |                                  |
| Sant'Andrea Bagni      | Medesano                   | Provinz Parma                     | Emilia-Romagna          | 934        | 1.708     |                                  |
| Sclafani Bagni         | Sclafani Bagni             | Metropolitanstadt Palermo         | Sizilien                |            | 479       |                                  |
| Bagni (Monfalcone)     | Monfalcone                 | –                                 | Friaul-Julisch Venetien |            |           |                                  |
| Bagni (Nocera Umbra)   | Nocera Umbra               | Provinz Perugia                   | Umbrien                 |            |           |                                  |
| Bagni di Bormio        | Valdidentro                | Provinz Sondrio                   | Lombardei               |            |           |                                  |
| Bagni di Cefalà Diana  | Cefalà Diana               | Metropolitanstadt Palermo         | Sizilien                |            |           |                                  |
| Bagni di Contursi      | Contursi Terme             | Provinz Salerno                   | Kampanien               |            |           |                                  |
| Bagni di Craveggia     | Craveggia                  | Provinz Verbano-Cusio-Ossola      | Piemont                 |            |           |                                  |
| Bagni di Diana         | Mailand                    | Metropolitanstadt Mailand         | Lombardei               |            |           |                                  |
| Bagni di Lucca         | Bagni di Lucca             | Provinz Lucca                     | Toskana                 |            | 6.541     |                                  |
| Bagni di Lusnizza      | Malborghetto Valbruna      | –                                 | Friaul-Julisch Venetien |            | 96        |                                  |
| Bagni di Masino        | Val Masino                 | Provinz Sondrio                   | Lombardei               |            | 914       |                                  |
| Bagni di Montecatini   | Montecatini Val di Nievole | Provinz Pistoia                   | Toskana                 |            |           | alter Name von Montecatini Terme |
| Bagni di Nerone        | Pisa                       | Provinz Pisa                      | Toskana                 |            |           |                                  |
| Bagni di Petriolo      | Monticiano                 | Provinz Siena                     | Toskana                 |            |           |                                  |
| Bagni di Tivoli        | Tivoli                     | Metropolitanstadt Rom Hauptstadt  | Latium                  |            |           |                                  |
| Bagni di Vinadio       | Vinadio                    | Provinz Cuneo                     | Piemont                 |            |           |                                  |
| Bagni San Filippo      | Castiglione d’Orcia        | Provinz Siena                     | Toskana                 |            |           |                                  |
| Bagno a Ripoli         | Bagni a Ripoli             | Metropolitanstadt Florenz         | Toskana                 |            | 25.538    |                                  |

### Terme
| Name                              | italienische Gemeinde             | Provinz                   | Region            | Terme seit | Einwohner 2008 | Info                                                                         |
| --------------------------------- | --------------------------------- | ------------------------- | ----------------- | ---------- | -------------- | ---------------------------------------------------------------------------- |
| Abano Terme                       | Abano Terme                       | Provinz Padua             | Venetien          |            | 19.594         | bis 1924 Abano Bagni                                                         |
| Acquasanta Terme                  | Acquasanta Terme                  | Provinz Ascoli Piceno     | Marken            |            | 3.152          |                                                                              |
| Acqui Terme                       | Acqui Terme                       | Provinz Alessandria       | Piemont           |            | 20.488         |                                                                              |
| Agliano Terme                     | Agliano Terme                     | Provinz Asti              | Piemont           |            | 1.713          |                                                                              |
| Alì Terme                         | Alì Terme                         | Metropolitanstadt Messina | Sizilien          |            | 2.565          |                                                                              |
| Alto Reno Terme                   | Alto Reno Terme                   | Metropolitanstadt Bologna | Emilia-Romagna    |            | 6.960 (2015)   |                                                                              |
| Angolo Terme                      | Angolo Terme                      | Provinz Brescia           | Lombardei         |            | 2.614          |                                                                              |
| Battaglia Terme                   | Battaglia Terme                   | Provinz Padua             | Venetien          |            | 4.097          |                                                                              |
| Boario Terme                      | Darfo Boario Terme                | Provinz Brescia           | Lombardei         |            | 2.352          |                                                                              |
| Caramanico Terme                  | Caramanico Terme                  | Provinz Pescara           | Abruzzen          |            | 2.033          |                                                                              |
| Carignano Terme                   | Fano                              | Provinz Pesaro und Urbino | Marken            |            |                |                                                                              |
| Casamicciola Terme                | Casamicciola Terme                | Metropolitanstadt Neapel  | Kampanien         |            | 8.254          |                                                                              |
| Casciana Terme                    | Casciana Terme                    | Provinz Pisa              | Toskana           |            | 3.696          |                                                                              |
| Castel San Pietro Terme           | Castel San Pietro Terme           | Metropolitanstadt Bologna | Emilia-Romagna    |            | 20.633         |                                                                              |
| Castrocaro Terme e Terra del Sole | Castrocaro Terme e Terra del Sole | Provinz Forlì-Cesena      | Emilia-Romagna    |            | 6.504          |                                                                              |
| Chianciano Terme                  | Chianciano Terme                  | Provinz Siena             | Toskana           |            | 7.461          |                                                                              |
| Contursi Terme                    | Contursi Terme                    | Provinz Salerno           | Kampanien         |            | 3.348          |                                                                              |
| Darfo Boario Terme                | Darfo Boario Terme                | Provinz Brescia           | Lombardei         |            | 14.917         |                                                                              |
| Equi Terme                        | Fivizzano                         | Provinz Massa-Carrara     | Toskana           |            |                |                                                                              |
| Galzignano Terme                  | Galzignano Terme                  | Provinz Padua             | Venetien          |            | 4.445          |                                                                              |
| Gambassi Terme                    | Gambassi Terme                    | Metropolitanstadt Florenz | Toskana           |            | 4.890          |                                                                              |
| Garniga Terme                     | Garniga Terme                     | Provinz Trient            | Trentino-Südtirol |            | 384            |                                                                              |
| Gaverina Terme                    | Gaverina Terme                    | Provinz Pavia             | Lombardei         |            | 925            |                                                                              |
| Guardia Piemontese Terme          | Guardia Piemontese Terme          | Provinz Cosenza           | Kalabrien         |            |                | Gemeindefusion aus Acquappesa und Guardia Piemontese (1927–1945)             |
| Lamezia Terme                     | Lamezia Terme                     | Provinz Catanzaro         | Kalabrien         |            | 70.619         |                                                                              |
| Levico Terme                      | Levico Terme                      | Provinz Trentino          | Trentino-Südtirol |            | 7.776          |                                                                              |
| Miradolo Terme                    | Miradolo Terme                    | Provinz Pavia             | Lombardei         |            | 3.714          |                                                                              |
| Monsummano Terme                  | Monsummano Terme                  | Provinz Pistoia           | Toskana           |            | 20.670         |                                                                              |
| Montecatini Terme                 | Montecatini Terme                 | Provinz Pistoia           | Toskana           |            | 21.159         |                                                                              |
| Montegrotto Terme                 | Montegrotto Terme                 | Provinz Padua             | Venetien          |            | 10.886         |                                                                              |
| Monte Grimano Terme               | Monte Grimano Terme               | Provinz Pesaro und Urbino | Marken            |            | 1.256          |                                                                              |
| Porretta Terme                    | Alto Reno Terme                   | Metropolitanstadt Bologna | Emilia-Romagna    |            | 4.786          |                                                                              |
| Pré-Saint-Didier (-les-Bains)     | Pré-Saint-Didier                  | -                         | Aostatal          |            | 1.057          | frz. Namenszusatz bis 1861, italienisch: San Desiderio Terme (1939 bis 1946) |
| Rapolano Terme                    | Rapolano Terme                    | Provinz Siena             | Toskana           |            | 4.771          |                                                                              |
| Recoaro Terme                     | Recoaro Terme                     | Provinz Vicenza           | Venetien          |            | 6.951          |                                                                              |
| Riolo Terme                       | Riolo Terme                       | Provinz Ravenna           | Emilia-Romagna    |            | 5.749          |                                                                              |
| Salice Terme                      | Godiasco                          | Provinz Pavia             | Lombardei         |            | 1.000          |                                                                              |
| Salsomaggiore Terme               | Salsomaggiore Terme               | Provinz Parma             | Emilia-Romagna    |            | 19.937         |                                                                              |
| San Giuliano Terme                | San Giuliano Terme                | Provinz Pisa              | Toskana           |            | 31.317         |                                                                              |
| San Pellegrino Terme              | San Pellegrino Terme              | Provinz Bergamo           | Lombardei         |            | 4.946          |                                                                              |
| San Vittore Terme                 | Genga                             | Provinz Ancona            | Marken            |            |                |                                                                              |
| Spezzano Albanese Terme           | Spezzano Albanese                 | Provinz Cosenza           | Kalabrien         |            |                |                                                                              |
| Tabiano Terme                     | Salsomaggiore Terme               | Provinz Parma             | Emilia-Romagna    |            |                |                                                                              |
| Tartavalle Terme                  | Taceno                            | Provinz Lecco             | Lombardei         |            |                |                                                                              |
| Telese Terme                      | Telese Terme                      | Provinz Benevento         | Kampanien         |            | 6.799          |                                                                              |
| Terme di Brennero                 | Brenner                           | Provinz Bozen             | Trentino-Südtirol |            |                | deutscher Name Brennerbad                                                    |
| Terme Vigliatore                  | Terme Vigliatore                  | Metropolitanstadt Messina | Sizilien          |            | 6.997          |                                                                              |
| Uliveto Terme                     | Vicopisano                        | Provinz Pisa              | Toskana           |            | 1.300          |                                                                              |
| Vallio Terme                      | Vallio Terme                      | Provinz Brescia           | Lombardei         |            | 1.146          |                                                                              |

## Luxemburg
| Deutscher Name | Französischer Name | Kanton | Bad seit | Einwohner | Info           |
| -------------- | ------------------ | ------ | -------- | --------- | -------------- |
| Bad Mondorf    | Mondorf-les-Bains  | Remich |          | 4.052     | lux.: Munnerëf |

## Niederlande
| Deutscher Name | Niederländischer Name | Provinz   | Bad seit | Einwohner | Info                      |
| -------------- | --------------------- | --------- | -------- | --------- | ------------------------- |
| Bad Neuschanz  | Bad Nieuweschans      | Groningen | 2009     | 1.650     | Teil der Gemeinde Oldambt |

## Polen
| Polnischer Name             | Deutscher Name                  | Landkreis                                 | Woiwodschaft    | Bad seit | Einwohner | Info                                           |
| --------------------------- | ------------------------------- | ----------------------------------------- | --------------- | -------- | --------- | ---------------------------------------------- |
| Bolków-Zdrój                | Bad Wiesau                      | Jaworski (Jauer)                          | Niederschlesien |          |           |                                                |
| Busko-Zdrój                 | -                               | Buski (Buski)                             | Heiligkreuz     | 1828     | 17.091    |                                                |
| Cieplice Śląskie-Zdrój      | Bad Warmbrunn                   | kreisfrei                                 | Niederschlesien |          | 1925      | Stadtteil von Hirschberg / Jelenia Góra        |
| Długopole-Zdrój             | Bad Langenau                    | Kłodzki (Glatz)                           | Niederschlesien |          | 540       |                                                |
| Duszniki-Zdrój              | Bad Reinerz                     | Kłodzki (Glatz)                           | Niederschlesien | 1928     | 5.086     |                                                |
| Głuchołazy                  | Bad Ziegenhals                  | Nyski (Neiße)                             | Oppeln          |          | 14.297    |                                                |
| Goczałkowice-Zdrój          | Bad Gottschalkowitz (Nieder G.) | Pszczyński (Pless)                        | Schlesien       |          |           | 1975–1992 Teil der Stadt Pszczyna (Pless)      |
| Horyniec-Zdrój              | -                               | Lubaczowski                               | Karpatenvorland | 1998     | 2.700     |                                                |
| Jastrzębie-Zdrój            | Bad Königsdorff-Jastrzemb       | kreisfrei                                 | Schlesien       |          | 93.939    |                                                |
| Jedlina-Zdrój               | Bad Charlottenbrunn             | Wałbrzyski (Waldenburg)                   | Niederschlesien | 1926     | 5.086     |                                                |
| Jerzmanice-Zdrój            | Bad Hermsdorf (an der Katzbach) | Złotoryjski (Goldberg)                    | Niederschlesien |          |           | Teil der Gemeinde Złotoryja (Goldberg)         |
| Kudowa-Zdrój                | Bad Kudowa                      | Kłodzki (Glatz)                           | Niederschlesien | 1920     | 10.124    |                                                |
| Lądek-Zdrój                 | Bad Landeck                     | Kłodzki (Glatz)                           | Niederschlesien | 1935     | 6.084     |                                                |
| Opolno-Zdrój                | Bad Oppelsdorf                  | Zgorzelecki (Görlitz)                     | Niederschlesien |          |           | Stadtteil von Reichenau i. Sachsen / Bogatynia |
| Polanica-Zdrój              | Altheide Bad                    | Kłodzki (Glatz)                           | Niederschlesien | 1925     | 6.961     |                                                |
| Połczyn-Zdrój               | Bad Polzin                      | Świdwin (Schivelbein)                     | Westpommern     |          | 8.528     |                                                |
| Przerzeczyn-Zdrój           | Bad Dirsdorf                    | Dzierżoniów (Reichenbach im Eulengebirge) | Niederschlesien |          |           | Stadtteil von Nimptsch / Niemcza               |
| Rabka-Zdrój                 | Bad Rabka                       | Nowotarski (Neumarkt)                     | Kleinpolen      |          | 17.497    |                                                |
| Solec-Zdrój                 | -                               | Buski (Buski)                             | Heiligkreuz     | 1974     | 847       |                                                |
| Świeradów-Zdrój             | Bad Flinsberg                   | Lubań (Luban)                             | Niederschlesien | 1910     | 4.537     |                                                |
| Szczawno-Zdrój              | Bad Salzbrunn                   | Wałbrzyski (Waldenburg)                   | Niederschlesien | 1935     | 5.569     |                                                |
| Trzcińsko-Zdrój             | Bad Schönfließ                  | Gryfiński (Greifenhagen)                  | Westpommern     | 1907     | 2.513     |                                                |
| Żegiestów-Zdrój (Żegiestów) | -                               | Nowosądecki (Neu Sandez)                  | Kleinpolen      |          |           | Gemeinde Muszyna                               |

## Rumänien
| Deutscher Name | Rumänischer Name | Ungarischer Name | Kreis         | Historische Region | Bad seit | Einwohner |
| -------------- | ---------------- | ---------------- | ------------- | ------------------ | -------- | --------- |
| Bad Felix      | Băile Felix      | Félixfürdő       | Bihor         | Kreischgebiet      |          | 663       |
| Băile Govora   | Băile Govora     | Băile Govora     | Vâlcea        | Kleine Walachei    |          | 2.920     |
| Herkulesbad    | Băile Herculane  | Herkulesfürdő    | Caraș-Severin | Banat              |          | 2.002     |
| Băile Olănești | Băile Olănești   | Băile Olănești   | Vâlcea        | Kleine Walachei    |          | 4.544     |
| Bad Tuschnad   | Băile Tușnad     | Tusnádfürdő      | Harghita      | Siebenbürgen       |          | 1.678     |
| Pfefferfeld    | Băile Borșa      | Borsabánya       | Maramureș     | Maramureș          |          |           |

## Serbien
| Serbischer Name | Kyrillische Schreibweise | Bezirk  | Banja seit | Einwohner | Info              |
| --------------- | ------------------------ | ------- | ---------- | --------- | ----------------- |
| Niška Banja     | Нишка Бања               | Niš     |            | 4.437     | Stadtteil von Niš |
| Prolom Banja    | Пролом                   | Toplica |            |           |                   |
| Sokobanja       | Сокобања                 | Zaječar |            | 8.407     |                   |
| Vrnjačka Banja  | Врњачка Бања             | Raška   |            |           |                   |

## Slowakei
| Deutscher Name | Slowakischer Name  | Bezirk                          | Landschaftsverband   | Bad seit | Einwohner | Info                                  |
| -------------- | ------------------ | ------------------------------- | -------------------- | -------- | --------- | ------------------------------------- |
| Bad Bartfeld   | Bardejovské Kúpele | Bardejov (Bartfeld)             | Prešov (Eperies)     |          |           | Teil der Gemeinde Bardejov (Bartfeld) |
| Bad Liptsch    | Liptovská Teplá    | Ružomberok (Rosenberg)          | Žilin (Sillein)      |          | 981       |                                       |
| Bad Pystian    | Piešťany           | Piešťany (Pistian)              | Trnavský (Tyrnau)    |          | 29.957    |                                       |
| Bad Rajetz     | Rajecké Teplice    | Žilina (Sillein)                | Žilin (Sillein)      |          | 2.932     |                                       |
| Bad Stuben     | Turčianske Teplice | Turčianske Teplice (Bad Stuben) | Žilin (Sillein)      |          | 6.570     |                                       |
| Bad Trentschin | Trenčianska Teplá  | Trenčín (Trentschin)            | Trenčín (Trentschin) |          | 4.168     |                                       |

## Slowenien
| Deutscher Name | Slowenischer Name | Statistische Region | Historische Region | Bad seit | Einwohner |
| -------------- | ----------------- | ------------------- | ------------------ | -------- | --------- |
| Bad Radein     | Radenci           | Pomurska            | Untersteiermark    |          | 5.248     |

## Tschechien
| Deutscher Name    | Tschechischer Name  | Landkreis                    | Region              | Landesteil | Bad seit | Einwohner | Info                                     |
| ----------------- | ------------------- | ---------------------------- | ------------------- | ---------- | -------- | --------- | ---------------------------------------- |
| Bad Bielohrad     | Lázně Bělohrad      | Jičín (Jitschin)             | Königgrätz          | Böhmen     |          | 3.749     |                                          |
| Bad Bochdanetsch  | Lázně Bohdaneč      | Pardubice (Pardubitz)        | Pardubitz           | Böhmen     |          | 3.280     |                                          |
| Bad Geltschberg   | Lázně Jeleč         | Litoměřice (Leitmeritz)      | Aussig              | Böhmen     |          |           |                                          |
| Bad Gießhübl      | Kyselka             | Karlovy Vary (Karlsbad)      | Karlsbad            | Böhmen     |          | 34        |                                          |
| Bad Johannisbrunn | Jánské Koupele      | Opava (Troppau)              | Ostrau              | Mähren     |          |           |                                          |
| Bad Karlsbrunn    | Karlova Studánka    | Bruntál (Freudental)         | Ostrau              | Mähren     |          | 226       |                                          |
| Bad Königswart    | Lázně Kynžvart      | Cheb (Eger)                  | Karlsbad            | Böhmen     |          | 1.642     |                                          |
| Bad Kunnersdorf   | Lázně Kundratice    | Liberec (Reichenberg)        | Reichenberg         | Böhmen     |          |           | Teil der Gemeinde Osečná (Oschitz)       |
| Bad Lettin        | Lázně Letiny        | Plzeň Süd (Pilsen)           | Pilsen              | Böhmen     |          | 669       | Teil der Gemeinde Letiny (Lettin)        |
| Bad Liebwerda     | Lázně Libverda      | Liberec (Reichenberg)        | Reichenberg         | Böhmen     |          | 452       |                                          |
| Bad Lindewiese    | Lipová-lázně        | Jeseník (Freiwaldau)         | Olmütz              | Mähren     |          | 2.577     |                                          |
| Bad Sternberg     | Šternberk (Ledce)   | Kladno (Kladno)              | Mittelböhmen        | Böhmen     |          |           |                                          |
| Bad Wurzelsdorf   | Kořenov             | Jablonec nad Nisou (Gablonz) | Reichenberg         | Böhmen     |          | 1.012     |                                          |
| Darkau            | Lázně Darkov        | Karviná (Karwin)             | Ostrau              | Mähren     |          |           | Teil der Stadt Karviná                   |
| Forstbad          | Lázně Fořt          | Trutnov (Trautenau)          | Königgrätz          | Böhmen     |          |           | Teil der Gemeinde Rudník (Hermannseifen) |
| Franzensbad       | Františkovy Lázně   | Cheb (Eger)                  | Karlsbad            | Böhmen     |          | 5.742     |                                          |
| Gräfenberg        | Lázně Jeseník       | Jesenik (Freiwaldau)         | Olmütz              | Mähren     |          |           | Teil der Stadt Jeseník                   |
| Johannisbad       | Janské Lázně        | Trutnov (Trautenau)          | Karlsbad            | Böhmen     |          | 777       |                                          |
| Karlsbad          | Karlovy Vary        | Karlovy Vary (Karlsbad)      | Karlsbad            | Böhmen     | 1370     | 51.115    |                                          |
| Konstantinsbad    | Konstantinovy Lázně | Tachov (Tachau)              | Pilsen              | Böhmen     |          | 937       |                                          |
| Marienbad         | Mariánské Lázně     | Cheb (Eger)                  | Karlsbad            | Böhmen     | 1808     | 14.293    |                                          |
| Mscheno           | Mšené-lázně         | Litoměřice (Leitmeritz)      | Aussig              | Böhmen     |          | 1.669     |                                          |
| St. Margaretenbad | Lázně svaté Markéty | Prachatice (Prachatitz)      | Südböhmische Region | Böhmen     |          | 72        | Teil der Stadt Prachatice                |
| Tauschirn         | Lázně Toušeň        | Prag-Ost                     | Prag                | Böhmen     |          | 1.136     |                                          |

## Römisch-historisch
Der Namenszusatz Aquae wurde in der römischen Antike mit entsprechender Ergänzung zur Bezeichnung von Orten mit (Thermal-)Quellen und Heilbädern verwendet:
- Aquae, heute Baden-Baden, Deutschland
- Aquae, heute Baden, Österreich
- Aquae, heute Călan, Rumänien
- Aquae Allobrogium, Aquæ Gratianæ, heute Aix-les-Bains, Frankreich
- Aquae Apollinares, heute Canale Monterano, Italien
- Aquae Apollinares, heute Vicarello, Italien
- Aquae Bilbilitanorum, siehe Bilbilis, Spanien
- Aquae Bormonis, heute Bourbon-Lancy, Frankreich
- Aquae Calidae, heute Caldes de Montbui, Spanien
- Aquae Calidae, siehe Vichy, Frankreich
- Aquae Ceretanae
- Aquae Cutiliae, Italien
- Aquae Flavianae, heute El Hammam, siehe auch Liste römischer Kuppeln und Liste der größten Kuppeln ihrer Zeit
- Aquae Granni, heute Aachen, Deutschland
- Aquae Helveticae, heute Baden AG, Schweiz
- Aquae Mattiacorum, heute Wiesbaden, Deutschland
- Aquae Neri, heute Néris-les-Bains, Frankreich
- Aquae Patavinae, heute Abano Terme, Italien
- Aquae Persianae, heute Hammam-Lif, Tunesien
- Aquae Sextiae, heute Aix-en-Provence, Frankreich
- Aquae Statiellae, heute Acqui Terme, Italien
- Aquae Sulis, heute Bath, Vereinigtes Königreich
- Aquae Tacapitanae, heute El Hamma (Gabès); Tunesien
- Aquae Tarbellicae, siehe Novempopulana; Frankreich
- Aquae Tauri, heute Terme Taurine, Civitavecchia, Italien
- Aquae Villae, siehe Badenweiler, Deutschland